# Полло аля браса
Польо а ла браса (Pollo a la brasa), pollo asado, почорніла курка або курка на вугіллі — різновид курки на грилі, популярна у кухні Перу.
Він був розроблений в 1950-х роках швейцарськими іммігрантами в Перу.
Спочатку його вживали лише в елітних ресторанах (з 1950-х до 1970-х років), але сьогодні це широко доступна страва. Оригінальна версія складалася з курки (приготованої на рожні на вугіллі та приправленої лише сіллю), яку подавали з великою картоплею фрі та традиційно їли пальцями, хоча сьогодні для її приготування використовують додаткові спеції, і люди можуть їсти її зі столовими приборами. Його майже завжди подають з вершковими (на основі майонезу) соусами, а найчастіше з сальсою, відомою як ахі.
Pollo a la brasa тепер можна знайти в кафе по всьому світу і вважається основним пунктом меню перуанських ресторанів ф’южн. Вважається національною стравою Перу; перуанці споживають його в середньому три рази на місяць, а ресторани з курячим грилем становлять 40% індустрії швидкого харчування в країні.

## Історія
Страва була розроблена Роджером Шулером, швейцарцем, жителем Чаклакайо, Ліма, у 1950 році. Шулер був громадянином Швейцарії. Він розробив особливий спосіб приготування курки, вдосконалив рецепт, створив ресторан Granja Azul у Санта-Кларі, район Ате, Ліма. Після розробки початкового рецепту він отримав велике замовлення на кейтеринг, і, прагнучи приготувати більший об’єм їжі за коротший час, він шукав співвітчизника-іммігранта зі Швейцарії, Франца Ульріха, інженера, який розробив тип печі-гриль, щоб забезпечити високу продуктивність. Хоча початкове приготування включало лише сіль як приправу, сьогодні препарати зазвичай включають розмарин, уакатай, чорний перець, соєвий соус, ахі та кмин. Сім'я Шуйлер все ще володіє Granja Azul і низкою інших ресторанів у Перу, а Ульріх продовжуває виробляти печі-гриль.